# Hemmerichstraße 2 (Bad Kissingen)

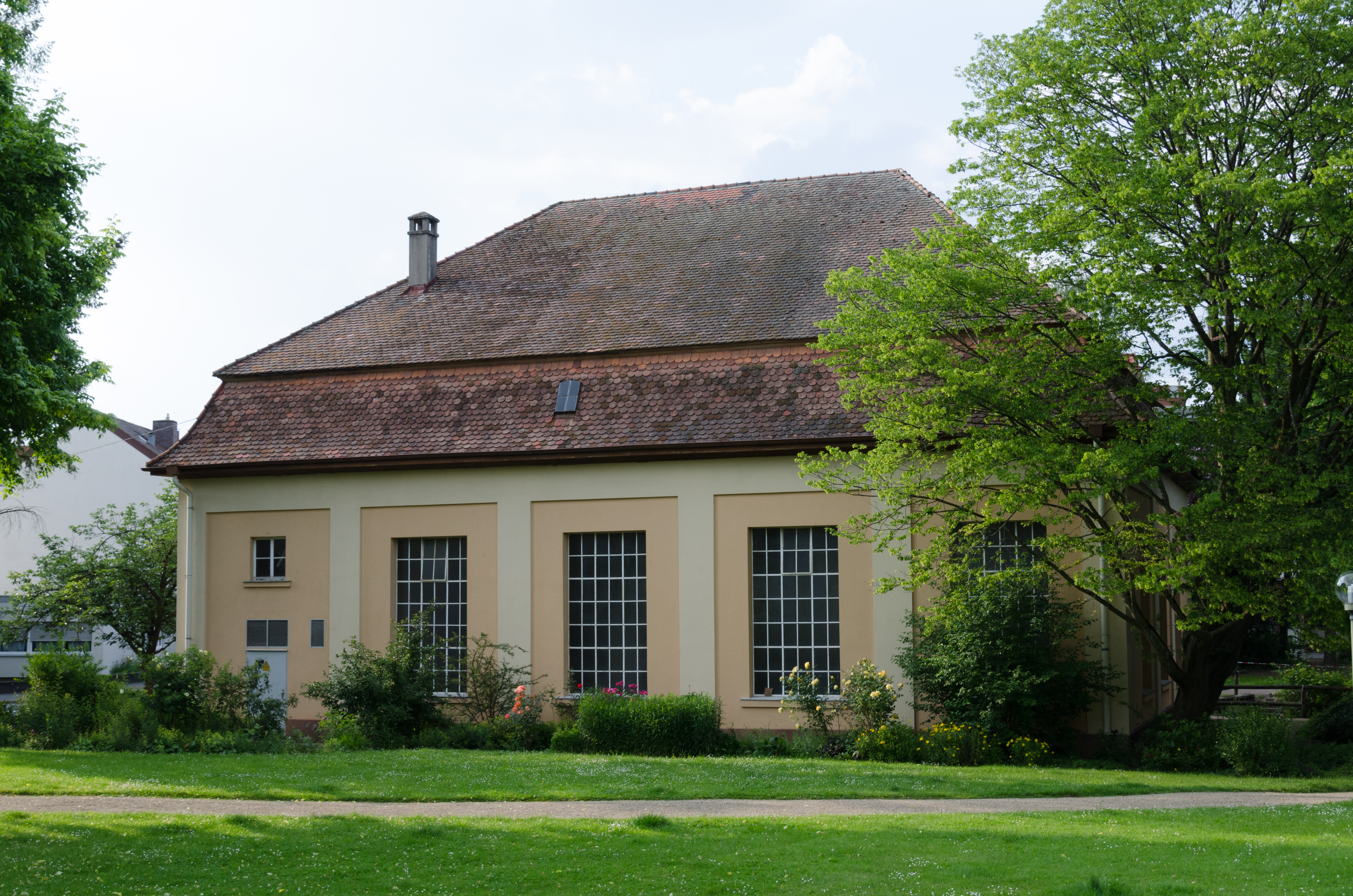
Hemmerichstraße 2 (Wasserwerk)

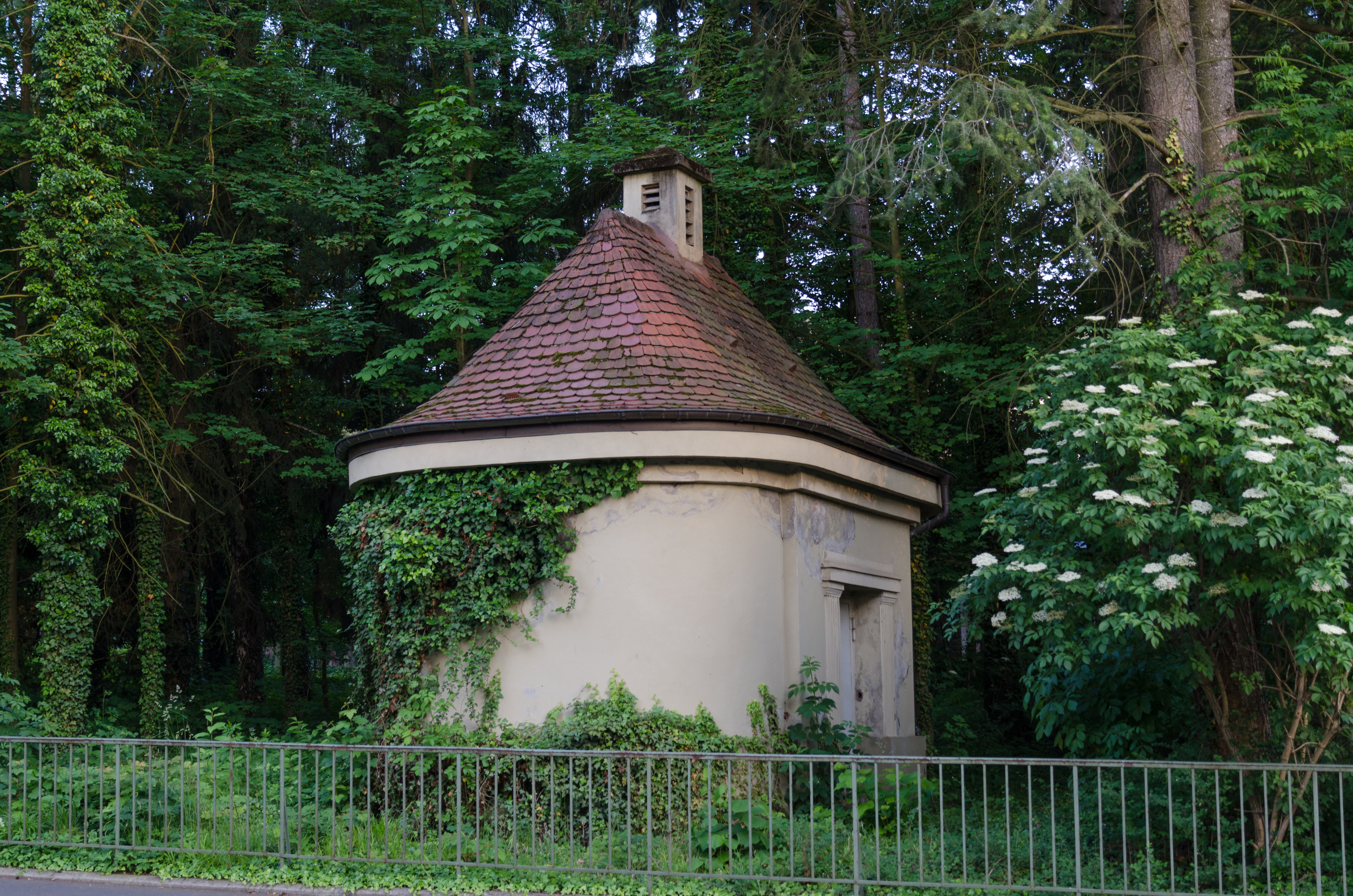
Hemmerichstraße 2 (Nebengebäude)

Das ehemalige Wasserwerk und das dazugehörige Nebengebäude Hemmerichstraße 2 in der Hemmerichstraße in Bad Kissingen, der Großen Kreisstadt des unterfränkischen Landkreises Bad Kissingen gehören zu den Bad Kissinger Baudenkmälern und sind unter der Nummer D-6-72-114-301 in der Bayerischen Denkmalliste registriert.

## Geschichte
Das Wasserwerk wurde im Jahr 1922 als zweigeschossiger Mansarddachbau mit Lisenengliederung errichtet. Mit seinem Mansarddach und die Lisenengliederung finden sich barocke Elemente in der Architektur; in deren Strenge äußert sich dennoch die Entstehungszeit des Gebäudes. Hinter dem ehemaligen Wasserwerk befindet sich der zur Marienkapelle befindliche Liebfrauensee.
Ebenfalls im Jahr 1922 entstand das Nebengebäude als eingeschossiger Walmdachbau mit ovalem Grundriss. Es befindet sich nahe dem Wasserwerk in der  befindet sich in der Kapellenstraße gegenüber dem Liebfrauensee.